# Plakkaatmos
Plakkaatmos (Pellia) is een geslacht uit de plakkaatmosfamilie (Pelliaceae). Het is een klein maar wijdverbreid geslacht van levermossen in de koele en gematigde streken van het noordelijk halfrond.
In Nederland komen de volgende drie soorten voor:
- Pellia endiviifolia - Gekroesd plakkaatmos
- Pellia epiphylla - Gewoon plakkaatmos
- Pellia neesiana - Moerasplakkaatmos